# Бионичка протеза
Бионичке протезе су паметни удови, које све више личе на биолошке, способани да уче у реалном времену и аутоматски се прилагођавају стилу ходања (ходу), брзини и терену којим се креће њен корисник. Међутим, ходање са бионичком протезом и даље захтева неку свесну, намерну стимулацију од корисника. У том смислу недавно су двоје људи са ампутацијом били први људи на свету који су могли да контролишу своје бионичке протетске ноге помоћу кортикалне контроле. Ово је постигнуто преко сићушних имплантираних миоелектричних сензора (ИМЕС) који су хируршки постављени у њихово заостало мишићно ткиво. ИМЕС, тренутно покреће жељени покрет, преко пријемника који се налази унутар протезе. Овај процес се дешава подсвесно, континуирано и у реалном је времену.

## Опште информације
Недавна открића у науци и технологији произвела су протетске шаке, руке и ноге које све више личе на биолошке. Упркос значајном напретку у области протетских удова, постојећи производи још увек не задовољавају потребе пацијената. Истраживање из 2022. година показало је да је 44% особа са ампутираним горњим удовима напустило своје бионичке протезе, наводећи као разлог нелагодност, тежину уређаја и проблеме са функционалношћу.
Имајући ово у виду истраживачи и програмери напорно раде да то промене, развијајући нову генерацију бионичких удова, или роботске протезе које контролишу сигнали корисника. За људе који су изгубили делове тела услед трауме, болести или урођених мана, бионички удови имају моћ да поврате висок степен независности. Нове методе операције, материјали налик на животне и рагистрација повратних информације о додиру за кориснике су неке од кључних иновација које подстичу напредак уизради и примени бионичких протеза.

### Учинити вештачко више биолошкијим
Неколико кључних технолошких напретка поставило је терен за протетске удове који су осетљивији, отпорнији и лакши за употребу од својих претходника. Побољшања у примарним компонентама роботских удова, укључујући микроконтролере, моторе, системе преноса, батерије, вештачку интелигенцију (ВИ) и машинско учење, догодила су се у тандему током протекле деценије 21. века, и истраживања на терену подигла на нове висине.
Уместо да користи круте материјале уобичајене у области протетике – као што су бризгана пластика и прилагођени машински челик – бионичке протезе је направљене су од меких роботских материјала, укључујући силикон и гуму, који више личе на људске руке.
Механички напредак је такође ојачао протетику  екстремитета, па је тако немачка протетичка фирме Оттобок, за око половину смањила тежине било које постојеће роботске протезе за ноге.  То може да направи велику разлику за кориснике, јер додавање тежине протези отежава ходање, омета равнотежу и може да дестабилизује интерфејс између тела корисника и уређаја,  што је био један од највећих проблема у превођењу роботских протеза за ноге из лабораторије у стварни свет.

### Нова ера за бионичке удове
Коришћењем подазака из људске биологије усавршене су бионичке протезе, које су замениле круте актуаторе, уобичајене у роботици, за усаглашеније материјале као што су опруге и амортизери, омогућавајући бионичкој нози да се ослања на гравитацију и инерцију на исти начин на који то чини биолошка нога. Они су ефективно креирали варијабилни систем преноса, омогућавајући корисницима да неприметно „мењају брзине“ када им је потребно више обртног момента или брзине.
Савремена бионичка протеза се такође ослања на физичка својства биолошког кретања како би обезбедила практично бесконачно трајање батерије за своје кориснике. Ако се батерија приближи пражњењу, уређај улази у режим мале енергије, користећи енергију коју генерише корисник за наставак рада. (Пошто је ходање по равном тлу задатак са нето нултом енергијом, енергија потрошена током фазе убрзања сваког корака је у суштини једнака енергији која се поврати током фазе успоравања.)
Бесконачно трајање батерије је изузетно важно за корисника, пружајући слободу ходања без страха да ће остати беспомоћан.

### Проблем контроле рада протезе
Друго важно питање са којим се суочавају истраживачи протетике је како корисницима дати интуитиван начин управљања роботским делом тела. Главни изазов са бионичким удовима је проблем контроле, односна како постићи начин да корисник, без држања неке врсте даљинског управљача, контролише различите аспекте свог протетског уређаја.
Најчешћи постојећи метод за мерење намере корисника – причвршћивање електрода на кожу изнад преосталих мишића у близини места ампутације – често даје непоуздан сигнал због зноја и померања електрода. Многи верују да ће електроде уграђене у нервни систем бити следећа велика граница за област бионике.
Такође неоходно је развити технику која ће омогућити хирурзима да директно причврсте бионички прст на пацијентову резидуалну кост. Имплантат од титанијума повезује уређај са кости, док вештачка тетива зашивена на заосталу тетиву омогућава кориснику да контролише протетски прст сопственим мишићем. истражују још један иновативни начин мерења намера корисника: магнете који детектују промене у дужини мишића.
Истраживачи су имплантирали и два сферна магнета дуж дужине мишића и користили низ магнетометара да извуку податке о удаљености између два магнета. Када се мишић стегне или зглоб промени положај, магнети се крећу на предвидљив начин. Тај сигнал се затим може унети кроз контролни алгоритам за управљање повезаним роботским уређајем. Иницијални тестови на животињским моделима показују да магнети прецизно мере промену дужине мишића током трчања, скакања и других покрета и да имплантати не изазивају упалу или друге проблеме.
Имплантати такође могу да пруже корисницима сензорну повратну информацију, укључујући додир и проприоцепцију, што знатно олакшава руковање роботским удом. У истраживањима су вршена испитивања стимулацијом кичмене мождине ампутираца помоћу имплантираних електрода. Та стимулација је помогла да се поврати осећај са стопала које недостаје и побољша равнотежу и стабилност током ходања са протезом.
Док инжењери настављају да проучавају најефикасније методе за контролу роботских удова, други истраживачи истражују како се мозак и нервни систем прилагођавају бионичким уређајима.
На Универзитету Кембриџ Тамар Макин,  спроводи истраживање како би одговорио на питања као што су: Који услови омогућавају особи да доживи вештачки уд као део сопственог тела? На пример, да ли протетски уд треба да изгледа као прави? И како се мозак мења након употребе бионичког уда?